# Medieval Academy of America
The Medieval Academy of America (MAA) ist eine bedeutende wissenschaftliche Organisation zur Mittelalterforschung in den Vereinigten Staaten. Sie unterstützt Forschung, Veröffentlichung und Lehre zu allen Aspekten des Mittelalters.

## Tätigkeit
Die 1925 gegründete Akademie hat ihren Sitz in Cambridge, Massachusetts, und gibt seit 1926 Speculum, die älteste rein mediävistische Fachzeitschrift der USA, heraus. Deren Editor ist zugleich Executive Director der MAA, 2011 war dies Paul E. Szarmach, 2015 Lisa Fagin Davis. Außerdem gibt die MAA seit 1928 die Buchreihe Medieval Academy Books heraus, die inzwischen über 100 Bände umfasst.
Die Vereinigung verleiht zur Förderung der Mediävistik auch Stipendien und Preise, darunter die Haskins Medal, mit der jährlich der Autor eines hervorragenden Buches ausgezeichnet wird. Auch gibt die MAA Zuschüsse zur Druckkostenfinanzierung mediävistischer Bücher. Seit September 1948 erscheinen die Medieval Academy News als Mitteilungsblatt der Akademie. Die Jahrestreffen, die seit 1926 zunächst überwiegend in Zusammenarbeit mit der American Academy of Arts and Sciences in Boston durchgeführt wurden, finden neben den Vereinigten Staaten seit 1949 auch in Kanada statt, dort vor allem in Toronto.

## Mitgliedschaft
Die Mitgliederzahl stieg von 1926 bis 1932 von 761 auf 1.041 an und pendelte sich bis 1945 auf diesem Niveau ein, obwohl es zu dieser Zeit in Nordamerika kaum 500 aktive Mittelalterforscher gab. Von den 853 Akademie-Mitgliedern des Jahres 1927 lebten 6 in Kanada, 99 außerhalb Nordamerikas und die übrigen 748 in den USA. Die größte Gruppe der über 300 nicht hauptamtlich als Wissenschaftler tätigen Mitglieder waren Geistliche. Da bereits in der Zwischenkriegszeit die Zahl der mediävistischen Doktorarbeiten stark gestiegen war, stieg seit dem Ende des Zweiten Weltkrieges auch die Zahl der Akademiemitglieder stetig an, forciert durch den Ausbau des amerikanischen Bildungssystems:
1955 hatte die Akademie 1438 Mitglieder, 1965 war die Anzahl auf 2035 gestiegen. Nach 1965 kam es zu einem noch schnelleren Anstieg mit Zunahmen von mehr als 100 Mitgliedern jährlich: 1970 waren es 2914, fünf Jahre später 3677, und 1978 bereits 3901. Seit dem Höchststand von 4.486 Mitgliedern 2005 hat die MAA, bedingt durch gestiegene Beiträge, einen Rückgang der Mitgliederzahlen erlebt, die Ende 2009 bei 4.133 lagen. Am 15. April 2015 hatte die Academy 3.617 Mitglieder, nachdem sie am 31. Dezember 2014 nur noch 3.250 gezählt hatte.
Neben den Mitgliedern hebt die MAA den Kreis ihrer Fellows und Corresponding Fellows besonders hervor: Mitglieder, die nennenswerte Beiträge zur Mediävistik geleistet haben, können per Kooptation durch die Fellows in deren bis zu 125 Personen umfassenden Kreis gewählt werden, wenn sie zu diesem Zeitpunkt in Nordamerika ansässig sind. Die Fellows ergänzen auch die bis zu 75 Corresponding Fellows mit Wohnsitz außerhalb Nordamerikas.

### Fellows
- Philip Schuyler Allen 1926
- Charles Henry Beeson 1926
- Carleton Brown 1926
- John Nicholas Brown 1926
- George Lincoln Burr 1926
- Charles Upson Clark 1926
- George Raleigh Coffman 1926
- Albert Stanburrough Cook 1926
- Ralph Adams Cram 1926
- Gordon Hall Gerould 1926
- Charles Hall Grandgent 1926
- Norman Scott Brien Gras 1926
- Charles Homer Haskins 1926
- George Lyman Kittredge 1926
- Elias Avery Lowe 1926
- John Livingston Lowes 1926
- John Matthews Manly 1926
- Charles Rufus Morey 1926
- Dana Carleton Munro 1926
- Nellie Neilson 1926
- Louis John Paetow 1926
- George Arthur Plimpton 1926
- Arthur Kingsley Porter 1926
- Edward Kennard Rand 1926
- Fred Norris Robinson 1926
- Robert Kilburn Root 1926
- Thomas Joseph Shahan 1926
- John Strong Perry Tatlock 1926
- Henry Osborn Taylor 1926
- James Westfall Thompson 1926
- Lynn Thorndike 1926
- James Field Willard 1926
- Karl Young 1926
- Edward Cooke Armstrong 1927
- Thomas Frederick Crane 1927
- Ephraim Emerton 1927
- Jeremiah Denis Matthias Ford 1927
- Kuno Francke 1927
- William Witherle Lawrence 1927
- William Edward Lunt 1927
- Alexander Marx 1927
- William Albert Nitze 1927
- David Eugene Smith 1927
- George Edward Woodbine 1927
- Jean-Baptiste Beck 1928
- Frederick Klaeber 1928
- Henry Roseman Lang 1928
- George La Piana 1928
- Robert Pierpont Blake 1929
- Charles Carroll Marden 1929
- James Hugh Ryan 1929
- Arthur Charles Lewis Brown 1934
- C. H. McIlwain 1934
- Charles Cutler Torrey 1934
- Walter William Spencer Cook 1936
- Albert Mathias Friend, Jr. 1936
- George Livingstone Hamilton 1936
- Alexander A. Vasiliev 1936
- Francis Peabody Magoun, Jr. 1937
- George Sarton 1938
- Samuel Hazzard Cross 1939
- Belle da Costa Greene 1939
- Kenneth McKenzie 1939
- Richard Peter McKeon 1940
- William Allan Neilson 1940
- Archer Taylor 1941
- Roy Joseph Deferrari 1942
- Ernest Theodore DeWald 1942
- Harry A. Wolfson 1942
- Urban Tigner Holmes, Jr. 1945
- Kemp Malone 1945
- Kurt Weitzmann 1945
- Ernest Hatch Wilkins 1945
- Albert Croll Baugh 1946
- Tom Peete Cross 1947
- Sirarpie Der Nersessian 1947
- Joseph R. Strayer 1947
- Berthold Louis Ullman 1947
- Hope Emily Allen 1948
- Kenneth J. Conant 1948
- Austin Patterson Evans 1948
- Bartlett Jere Whiting 1948
- Bertha Haven Putnam 1949
- Grace Frank 1950
- Earl Baldwin Smith 1951
- Roger Sherman Loomis 1952
- Carl Stephenson 1952
- Sidney Painter 1953
- S. Harrison Thomson 1953
- Howard Rollin Patch 1954
- Willi Apel 1955
- Gaines Post 1955
- Taylor Starck 1955
- Curt F. Bühler 1956
- Ernst H. Kantorowicz 1956
- Stephan Kuttner 1956
- Gray Cowan Boyce 1957
- Harry Caplan 1957
- Philip K. Hitti 1957
- Vernam E. N. Hull 1957
- Kenneth M. Setton 1957
- William Huse Dunham, Jr. 1958
- Charles R. D. Miller 1958
- Robert Leonard Reynolds 1958
- Hamilton Martin Smyser 1958
- George Vernadsky 1958
- Paul Oskar Kristeller 1959
- William J. Roach 1959
- Marshall Clagett 1961
- Gerhart B. Ladner 1962
- Robert Sabatino Lopez 1962
- Samuel E. Thorne 1962
- Richard Krautheimer 1963
- Lynn Townsend White, Jr. 1963
- Pearl Kibre 1964
- Frederic C. Lane 1964
- Astrik L. Gabriel 1966
- Ernest A. Moody 1966
- Milton V. Anastos 1967
- Morton W. Bloomfield 1967
- Robert M. Lumiansky 1968
- Ruth J. Dean 1969
- Millard Meiss 1969
- Raymond de Roover 1970
- S. D. Goitein 1970
- Robert A. Pratt 1970
- Meyer Schapiro 1970
- Bertie Wilkinson 1970
- Giles Constable 1971
- David Herlihy 1971
- Ernst Kitzinger 1971
- Sherman M. Kuhn 1972
- Bryce D. Lyon 1972
- Jaroslav Pelikan 1972
- John C. Pope 1972
- Otto Springer 1972
- Robert W. Ackerman 1973
- Samuel G. Armistead 1973
- E. Talbot Donaldson 1973
- Josiah Cox Russell 1973
- Brian Tierney 1973
- Speros Vryonis, Jr. 1973
- Larry D. Benson 1974
- Herbert Bloch 1974
- Robert J. Brentano 1974
- Laurence K. Shook 1974
- Oliver Strunk 1974
- John W. Baldwin 1975
- William T. H. Jackson 1975
- Archibald R. Lewis 1975
- Cora E. Lutz 1975
- John H. Mundy 1975
- Anton C. Pegis 1975
- Paul J. Alexander 1976
- Gerard J. Brault 1976
- Lauro Martines 1976
- Helaine Newstead 1976
- D. W. Robertson, Jr. 1976
- Ihor Ševčenko 1976
- Thomas N. Bisson 1977
- Berthe M. Marti 1977
- Paul J. Meyvaert 1977
- John F. Benton 1978
- Gene A. Brucker 1978
- Robert I. Burns 1978
- George P. Cuttino 1978
- George Kane 1978
- John F. Leyerle 1978
- Charles S. Singleton 1978
- Siegfried Wenzel 1978
- Theodore M. Andersson 1979
- Alexander Altmann 1979
- William J. Courtenay 1979
- F. Edward Cranz 1979
- Katherine Fischer Drew 1979
- Jocelyn N. Hillgarth 1979
- Charles W. Jones 1979
- Fred C. Robinson 1979
- Robert L. Benson 1980
- Leonard E. Boyle 1980
- Franz Rosenthal 1980
- C. Warren Hollister 1981
- Walter W. Horn 1981
- J. Ambrose Raftis 1981
- Richard H. Rouse 1981
- Donald W. Sutherland 1981
- Hans Baron 1982
- William M. Bowsky 1982
- Joan M. Ferrante 1982
- Walter A. Goffart 1982
- Edward Grant 1982
- Robert E. Kaske 1982
- Warren O. Ault 1983
- John H. Fisher 1983
- Donald E. Queller 1983
- Eleanor M. Searle 1983
- Sylvia L. Thrupp 1983
- David C. Lindberg 1984
- Heiko A. Oberman 1984
- Riccardo Picchio 1984
- Charles T. Wood 1984
- Charles Julian Bishko 1985
- Donald R. Howard 1985
- Jeffrey B. Russell 1985
- Bernard S. Bachrach 1986
- Charles T. Davis 1986
- Robert W. Hanning 1986
- H. A. Kelly 1986
- Karl F. Morrison 1986
- Francis C. Oakley 1986
- Elizabeth A. R. Brown 1987
- Andrew Hughes 1987
- Peter Robert Lamont Brown 1988
- Marcia L. Colish 1988
- Richard C. Dales 1988
- Deno J. Geanakoplos 1988
- Charles Muscatine 1988
- Stephen G. Nichols 1988
- Derek Pearsall 1988
- Florence H. Ridley 1988
- Caroline W. Bynum 1989
- Walter Cahn 1989
- Roberta Frank 1989
- Robert Somerville 1989
- James A. Brundage 1990
- Alexander P. Kazhdan 1990
- V. A. Kolve 1990
- Robert E. Lerner 1990
- Herbert L. Kessler 1991
- Ruth Mellinkoff 1991
- Nancy G. Siraisi 1991
- Madeline H. Caviness 1992
- Nina G. Garsoïan 1992
- John E. Murdoch 1992
- Otto Gründler 1993
- Lilian M. C. Randall 1993
- Richard E. Sullivan 1993
- Kenneth J. Levy 1994
- Bernard McGinn 1994
- Edward M. Peters 1994
- Angeliki E. Laiou 1995
- Daniel Poirion 1995
- Mary Carruthers 1996
- James J. Murphy 1996
- Gabrielle M. Spiegel 1996
- Richard H. Helmholz 1997
- William Chester Jordan 1997
- A. G. Rigg 1997
- Lucy Freeman Sandler 1997
- Nancy van Deusen 1997
- John V. Fleming 1998
- Milton McC. Gatch 1998
- Patrick J. Geary 1998
- Richard Kieckhefer 1998
- Kenneth Pennington 1998
- Jonathan J. G. Alexander 199
- Paul H. Freedman 1999
- Barbara J. Newman 1999
- John Van Engen 1999
- Teodolinda Barolini 2000
- Michael Curschmann 2000
- Sabine G. MacCormack 2000
- Lee W. Patterson 2000
- Richard W. Pfaff 2000
- Constance Brittain Bouchard 2001
- Jeffrey F. Hamburger 2001
- Barbara A. Hanawalt 2001
- Lester K. Little 2001
- Judith M. Bennett 2002
- Jaroslav Folda 2002
- C. Stephen Jaeger 2002
- Gavin I. Langmuir 2002
- Michael McCormick 2002
- Barbara H. Rosenwein 2002
- Pamela Sheingorn 2002
- Winthrop Wetherbee 2002
- Stephen D. White 2002
- John J. Contreni 2003
- E. Ann Matter 2003
- Mary Martin McLaughlin 2003
- James J. O’Donnell 2003
- Suzanne Lewis 2004
- Thomas F. X. Noble 2004
- Anthony Cutler 2005
- Paul Edward Dutton 2005
- Nicholas Howe 2005
- Maryanne Kowaleski 2005
- Michael R. McVaugh 2005
- Mary A. Rouse 2005
- Linda Ehrsam Voigts 2005
- George Hardin Brown 2006
- Ilene H. Forsyth 2006
- James Marrow 2006
- Barbara A. Shailor 2006
- Paul E. Szarmach 2006
- Robert Chazan 2007
- Fredric L. Cheyette 2007
- Peter Fergusson 2007
- Howard M. Kaminsky 2007
- Joel T. Rosenthal 2007
- Richard W. Unger 2007
- Carmela Vircillo Franklin 2008
- Michel Huglo 2008
- Joseph H. Lynch 2008
- Francis Lanneau Newton 2008
- Kathryn L. Reyerson 2008
- Danuta Shanzer 2008
- John W. Williams 2008
- Jan M. Ziolkowski 2008
- Olivia Remie Constable 2009
- Ruth Mazo Karras 2009
- Christopher Kleinhenz 2009
- Irfan Shahîd 2009
- Grover Zinn 2009
- Dyan Elliott 2010
- Anne D. Hedeman 2010
- Michael Herren 2010
- Paul Hyams 2010
- Alice-Mary Talbot 2010
- Rita Copeland 2011
- Richard K. Emmerson 2011
- Monica Green 2011
- Maria Rosa Menocal 2011
- John H. Munro 2011
- Brigitte Bedos-Rezak 2012
- Charles Donahue 2012
- Kathryn Kerby-Fulton 2012
- Robert Bjork 2013
- Caroline Astrid Bruzelius 2013
- Thomas Madden 2013
- Jocelyn Wogan-Browne 2013
- Renate Blumenfeld-Kosinski 2014
- Antonette di Paolo Healey 2014
- Lawrence Nees 2014
- David Wallace 2014
- Helen Damico 2015
- Sharon Farmer 2015
- Margot Fassler 2015
- Robin Fleming 2015
- Richard Kaeuper 2015
- Maureen Miller 2015
- David Nirenberg 2015
- Katherine O’Brien O’Keeffe 2015
- Anders Winroth 2015
- Lisa Bitel 2016
- Theodore Evergates 2016
- Dorothy Glass 2016
- Joel Kaye 2016
- Conrad Rudolph 2016
- Alison Stones 2016
- Nicholas Watson 2016
- Uta-Renate Blumenthal 2017
- Susan Einbinder 2017
- Douglas Kelly 2017
- Thomas F. Kelly 2017
- Keith Busby 2018
- Cynthia Hahn 2018
- Amy Remensnyder 2018
- Celia Martin Chazelle 2019
- Sara Lipton 2019
- Susan Mosher Stuard 2019
- Chris Baswell 2020
- David Burr 2020
- Helen Evans 2020
- Katherine Ludwig Jansen 2020
- Adam Kosto 2020
- Daniel Lord Smail 2020

### Corresponding Fellows
- Hippolyte Delehaye 1926
- Maurice de Wulf 1926
- Charles Diehl 1926
- Franz Ehrle 1926
- Montague Rhodes James 1926
- Paul Lehmann 1926
- Wallace Martin Lindsay 1926
- Ferdinand Lot 1926
- Ramón Menéndez Pidal 1926
- Giovanni Mercati 1926
- Kristoffer Nyrop 1926
- Henri Omont 1926
- Reginald Lane Poole 1926
- Pio Rajna 1926
- Joseph Bédier 1927
- George Gordon Coulton 1927
- Etienne Gilson 1927
- Alfred Jeanroy 1927
- Charles Victor Langlois 1927
- Andrew George Little 1927
- Emile Mâle 1927
- Max Manitius 1927
- Henri Pirenne 1927
- Josep Puig i Cadafalch 1927
- Luigi Schiaparelli 1927
- Rudolf Thurneysen 1927
- Thomas Frederick Tout 1927
- Miguel Asín Palacios 1928
- Charles Bémont 1928
- Edmond Faral 1928
- Robin Flower 1928
- Paul Fournier 1928
- Adolph Goldschmidt 1928
- Israel Gollancz 1928
- Martin Grabmann 1928
- Wilhelm Heraeus 1928
- Wilhelm Meyer-Lübke 1928
- Josef Strzygowski 1928
- Karl Sudhoff 1928
- André Wilmart 1928
- Vasili Mikhailovich Istrin 1929
- Frederick Maurice Powicke 1929
- E. K. Chambers 1933
- Alfons Hilka 1933
- Giorgio Levi della Vida 1934
- Alfons Dopsch 1935
- Paul Kehr 1935
- Wilhelm Reinhold Walter Koehler 1935
- Max Ludwig Wolfram Laistner 1935
- Eileen Power 1936
- Ernst Emil Herzfeld 1937
- Arthur Långfors 1937
- Victor Leroquais 1937
- Erwin Panofsky 1937
- Henry Ernest Sigerist 1937
- Robert Reynolds Steele 1937
- Helen Jane Waddell 1937
- Jean Philippe Lauer 1938
- Alexander Souter 1938
- Karl Strecker 1938
- Ernst Robert Curtius 1939
- Mario Roques 1939
- Gaetano Salvemini 1939
- Angelo Mercati 1940
- Gerald Bernard Phelan 1941
- Charles Singer 1941
- Henri Grégoire 1942
- Halldór Hermannsson 1942
- Jacques Maritain 1942
- F. J. E. Raby 1942
- Albert Bruckner 1945
- Alfred Ewert 1946
- Antonino De Stefano 1947
- Gustave Cohen 1952
- Alexander J. Denomy 1952
- Joan Evans 1952
- Kenneth H. Jackson 1952
- Lis Jacobsen 1952
- Auguste Pelzer 1952
- Helen Maud Cam 1953
- Charles Talbut Onions 1953
- Friedrich Jürgen Heinrich Baethgen 1954
- Mario Casella 1954
- Francis Dvorník 1954
- François Louis Ganshof 1954
- José María Millás i Vallicrosa 1954
- Fernand Mossé 1954
- Sigurður Nordal 1954
- Albert Hugh Smith 1955
- Pietro Toesca 1955
- Arthur Waley 1955
- Hamilton A. R. Gibb 1956
- Leo Santifaller 1956
- Giuseppe Billanovich 1957
- Marie-Thérèse d’Alverny 1957
- Michael David Knowles 1957
- Gino Luzzatto 1957
- Percy Ernst Schramm 1957
- Bernhard Bischoff 1958
- Gabriel Le Bras 1958
- Bruno Nardi 1958
- Dorothy Whitelock 1958
- Bertie Wilkinson 1958
- Jean Frappier 1959
- André Grabar 1959
- Claudio Sánchez-Albornoz 1959
- Frank Merry Stenton 1959
- Roberto Weiss 1959
- Dorothea Waley Singer 1961
- Einar Ólafur Sveinsson 1961
- Giuseppe De Luca 1962
- Theodore F. T. Plucknett 1962
- Ludwig Bieler 1963
- George Ostrogorsky 1964
- Edmond-René Labande 1965
- Armando Sapori 1965
- Richard Southern 1965
- Richard William Hunt 1967
- Carlo Guido Mor 1967
- Michael Moissey Postan 1967
- Joshua Prawer 1967
- Eugène Tisserant 1967
- Fernand Vercauteren 1967
- Bertram Colgrave 1968
- Alfred Brotherston Emden 1968
- Aleksander Gieysztor 1968
- Tauno F. Mustanoja 1968
- Angelo Paredi 1968
- Charles Verlinden 1968
- Philippe Wolff 1968
- Christopher Robert Cheney 1969
- František Michálek Bartoš 1970
- Georges Duby 1970
- Heinrich Fichtenau 1970
- Anneliese Maier 1970
- Lorenzo Minio-Paluello 1970
- Steven Runciman 1970
- Karl Bosl 1971
- Neil R. Ker 1971
- Dominica Legge 1971
- R. C. van Caenegem 1971
- Vittore Branca 1972
- Marie-Dominique Chenu 1972
- Karol Górski 1972
- Philip Grierson 1972
- Paul Lemerle 1972
- Eugène Vinaver 1973
- Guy Beaujouan 1974
- Martín de Riquer 1974
- Palémon Glorieux 1974
- Tibor Klaniczay 1974
- Charles Samaran 1974
- Beryl Smalley 1974
- Hans van Werveke 1974
- George Kane 1975
- Florentine Mütherich 1975
- Alfons Maria Stickler 1975
- J. A. W. Bennett 1976
- Léopold Genicot 1976
- Jean Leclercq 1976
- Domenico Maffei 1976
- Gérard Verbeke 1976
- Norman Davis 1977
- Carl Nordenfalk 1978
- R. I. Page 1978
- Robert-Henri Bautier 1979
- Pierre Chaplais 1979
- Alan Deyermond 1979
- Raoul Manselli 1979
- Michel Mollat 1979
- Friedrich Ohly 1979
- Marjorie Reeves 1979
- Albert Henry 1980
- Raymond Klibansky 1980
- George O. Sayles 1980
- E. L. G. Stones 1980
- Christopher N. L. Brooke 1981
- Pawel Czartoryski 1981
- Rita Lejeune 1981
- Jerzy Zathey 1981
- James E. Cross 1982
- Bernard Guenée 1982
- Peter Wapnewski 1982
- Carlos Wyffels 1982
- Marjorie M. Chibnall 1983
- James Clarke Holt 1983
- Willibald Sauerländer 1984
- Cinzio Violante 1984
- J. M. Wallace-Hadrill 1984
- Jean Favier 1985
- Horst Fuhrmann 1985
- Josef van Ess 1985
- Haim Beinart 1986
- Philippe Ménard 1986
- Anscari M. Mundó 1986
- Hans Belting 1987
- Derek Brewer 1987
- Peter Felix Ganz 1987
- Jacques Le Goff 1987
- Manuel Cecilio Díaz y Díaz 1988
- Gérard Fransen 1988
- Karl Leyser 1988
- Hans Eberhard Mayer 1988
- François Avril 1989
- Aron Gurevich 1989
- Adriaan Verhulst 1989
- Edouard Jeauneau 1990
- Herwig Wolfram 1990
- A. I. Doyle 1991
- Jacques Fontaine 1991
- Peter H. Sawyer 1991
- Margaret T. Gibson 1992
- Malcolm B. Parkes 1992
- Walter Prevenier 1992
- Helmut Gneuss 1993
- Rosemary Cramp 1994
- Joachim Bumke 1995
- Valerie I. J. Flint 1995
- Marie-Madeleine Gauthier 1996
- Susan Reynolds 1996
- Rudolf Schieffer 1997
- Gilbert Dagron 1998
- Anne Hudson 1998
- Peter Dronke 1999
- Agostino Paravicini Bagliani 1999
- Janet L. Nelson 2000
- Peter Landau 2001
- Alastair J. Minnis 2001
- Claudio Leonardi 2002
- R. I. Moore 2002
- Pierre Toubert 2002
- Nicholas Orme 2003
- Margaret Bent 2004
- Sylvia Huot 2004
- Piero Boitani 2005
- Benjamin Z. Kedar 2005
- Danielle Jacquart 2006
- Rosamond McKitterick 2006
- Jonathan Riley-Smith 2006
- Michel Zink 2006
- Caroline M. Barron 2007
- Miri Rubin 2007
- František Šmahel 2007
- Paul Binski 2008
- Nigel Palmer 2008
- Jean-Claude Schmitt 2008
- Eric Gerald Stanley 2008
- Malcolm Barber 2009
- Monique Bourin 2009
- Joachim Henning 2009
- Cécile Morrisson 2009
- Hartmut Hoffmann 2010
- R. M. Thomson 2010
- André Vauchez 2010
- John Lowden 2011
- Brian Patrick McGuire 2011
- Robert J. Bartlett 2012
- Carole Hillenbrand 2012
- Pierre Riché 2012
- Wendy Davies 2013
- Claude Gauvard 2013
- Dominique Iogna-Prat 2013
- Charles S. F. Burnett 2014
- Paul Anthony Brand 2015
- Constant Mews 2015
- Felicity Riddy 2015
- David d’Avray 2016
- Alexander Patschovsky 2016
- Susan Rankin 2016
- Nicole Bériou 2017
- Averil Cameron 2017
- Michael Clanchy 2017
- Jacques Dalarun 2018
- Walter Pohl 2018
- Vera von Falkenhausen 2019
- Linne Mooney 2019
- Jacques Verger 2019
- Christopher Wickham 2019
- Jean Dunbabin 2019
- Wim Blockmans 2020
- Jean Dunbabin 2020
- Yitzhak Hen 2020
- Gábor Klaniczay 2020
- Emilie Savage-Smith 2020
- Richard Sharpe 2020